# پوسیتوس
پوسیتوس (به لاتین: Pocitos) یک منطقهٔ مسکونی در اروگوئه است که در مونته‌ویدئو واقع شده‌است.